# جف الکساندر
جف الکساندر (انگلیسی: Jeff Alexander؛ ۲ ژوئیهٔ ۱۹۱۰ – ۲۳ دسامبر ۱۹۸۹) یک موسیقی‌دان اهل ایالات متحده آمریکا بود.
از آثار او می‌توان به موسیقی فیلم «خون‌بها!» (۱۹۵۶) اشاره نمود.